# Katedrala Krista Spasitelja u Moskvi
Katedrala Krista Spasitelja ili Katedralni saborni hram Krista Spasitelja (posvećen Kristovom rođenju) katedrala je Ruske pravoslavne Crkve, nedaleko od Moskovskog kremlja, na lijevoj obali rijeke Moskve. S ukupnom visinom od 103 m (338 stopa), to je treća najviša pravoslavna crkva na svijetu, nakon Katedrale narodnog spasa u Bukureštu, Rumunjska i Katedrale svetih Petra i Pavla u Sankt Peterburgu, Rusija.
Prvobitni hram podignut je u čast pobjede ruskog naroda nad Napoleonom. Na zidovima hrama bila su ispisana imena časnika ruske vojske, koji su poginuli u ratu s Napoleonovom armadom 1812. i drugih neposrednih bitaka protiv Napoleona.
Hram je rađen prema projektu arhitekta Konstantina Tona. Gradili su ga istaknuti umjetnici iz cijele Rusije 44 godine. Svečano je otvoren 26. svibnja 1883. godine. To zdanje iz 19. stoljeća, srušila je komunistička vlast 5. prosinca 1931. godine. Na njegovom mjestu bio je izgrađen bazenski kompleks.
Hram je ponovno sagrađen od 1990. do 2000. godine prema crtežima i starim fotografijama.
Sadašnje zdanje hrama otvoreno je 19. kolovoza 2000. godine.

## Galerija
- Katedrala uz rijeku Moskvu
- Fotografija uništenja 1931.
- Fyodor Klages: Unutrašnjost stare katedrale
- Katedrala noću